# Leyme
Leyme é uma comuna francesa na região administrativa da Occitânia, no departamento de Lot. Estende-se por uma área de 10.16 km², e possui 930 habitantes, segundo o censo de 2018, com uma densidade de 92 hab/km².